# Liste der Baudenkmale in Selpin
In der Liste der Baudenkmale in Selpin sind alle Baudenkmale der Gemeinde Selpin (Landkreis Rostock) und ihrer Ortsteile aufgelistet (Stand 10. Februar 2021).

## Wesselstorf
| ID  | Lage                   | Bezeichnung                                                              | Beschreibung | Bild |
| --- | ---------------------- | ------------------------------------------------------------------------ | ------------ | ---- |
| 803 | Wesselstorf 21 (Karte) | Gutsanlage mit Gutshaus und Park, Stall, Remisengebäude und Garagenanbau |              |      |

## Woltow
| ID  | Lage               | Bezeichnung       | Beschreibung | Bild |
| --- | ------------------ | ----------------- | ------------ | ---- |
| 755 | Dorfstraße (Karte) | Gutshaus mit Park |              |      |

## Quelle
Denkmalliste des Landkreises Rostock A ‐ Z (Stand: 10. Februar 2021; PDF, 497 KB)
- Karte mit allen Koordinaten:
- OSM |
- WikiMap